# Parafia św. Anny w Rogowie
Parafia pw. św. Anny w Rogowie – rzymskokatolicka parafia należąca do dekanatu sokołowskiego, diecezji drohiczyńskiej, metropolii białostockiej

## Historia
Parafia w Rogowie posiada rodowód unicki. Początkowo we wsi funkcjonowała cerkiew prawosławna św. Dymitra, która powstała przed 1546, a w wymienionym roku została uposażona. Po zawarciu unii brzeskiej parafia przyjęła jej postanowienia. W 1815 w Rogowie zbudowano nową cerkiew pod tym samym wezwaniem, co poprzednia. Wskutek likwidacji unickiej diecezji chełmskiej parafia została zamieniona na prawosławną. 12 maja 1919 roku biskup siedlecki Henryk Przeździecki powołał tutaj parafię katolicką.

## Proboszczowie
Proboszczem parafii w latach 2013-2021 był ks. mgr Robert Nowaszewski. 
W 2021 roku proboszczem parafii mianowany został ks. mgr Grzegorz Wierzbicki, który pełnił tę funkcję do dnia 31 lipca 2025 roku. Od 1 sierpnia 2025 roku proboszczem Parafii Rogów jest ks. mgr Andrzej Witerski.

## Obszar parafii

### Miejscowości i ulice
W granicach parafii znajdują się miejscowości: Jasień, Józin, Kamianka, Rogów i Żółkwy.